# Bteddin
Bteddin (contracció de Bayt al-Din, del siríac Beth-dina) és una vila del Líban a uns 45 km al sud-est de Beirut. És un enclavament maronita dins la regió del Xuf. La seva població és reduïda; vers 1955 no arribava al miler d'habitants.
La seva fama deriva del fet que l'emir Bashir II Shihab (1788 a 1840) la va escollir com a residència el 1807, quan es van començar a construir alguns edificis administratiu i el palau de l'emir (obra d'un arquitecte italià). Lamartine la va visitar el 1832. Després de l'ocupació egípcia (1831-1840) el palau va iniciar la seva ruïna i un incendi va culminar la feina el 1912 encara que fou restaurat el 1940. El 1948 hi foren portades les restes (cendres) de l'emir Bashir II que eren a Istanbul. A la segona meitat del segle xx, fins a la guerra civil (1975), fou residència d'estiu del president del Líban.